# Stazione di Fanciullata
La stazione di Fanciullata è una fermata ferroviaria della Ferrovia Centrale Umbra a servizio del comune di Deruta.
La gestione degli impianti è affidata a Rete Ferroviaria Italiana (RFI).

## Storia
La fermata venne aperta il 12 luglio 1915 con il proposito di servire meglio la cittadina di Deruta, in quanto la stazione di Deruta risultava distante dal capoluogo comunale.
Dal 25 dicembre 2017 la fermata è stata chiusa.

## Strutture e impianti
Il fabbricato viaggiatori è una semplice struttura rettangolare di colore ocra, a due piani, nessuno dei quali è accessibile all'utenza. Non sono presenti altri fabbricati.
Il piazzale è composto dal solo binario di piena linea.

## Movimento
Il traffico passeggeri è modesto, nonostante lo scalo disti circa 2 km dal centro storico di Deruta.
Il servizio viaggiatori è svolto da Trenitalia. Sono circa sedici i treni che effettuano servizio in questa stazione che è classificata da FCU come "fermata a richiesta"; le destinazioni sono Terni, Aquila e Perugia Sant'Anna.